# Joussard
Joussard est un hameau (hamlet) de Big Lakes, situé dans la province canadienne d'Alberta.

## Démographie
En tant que localité désignée dans le recensement de 2011, Joussard a une population de 181 habitants dans 81 de ses 154 logements, soit une variation de -22.6% par rapport à la population de 2006. Avec une superficie de 3,625 5 km2, le hameau possède une densité de population de 49,924 1 hab/km2 en 2011.
Concernant le recensement de 2006, Joussard abritait 234 habitants dans 95 de ses 121 logements. Avec une superficie de 3,625 5 km2, le hameau possédait une densité de population de 64,5 hab/km2 en 2006.